# AS Progresul Bucureşti
L'Asociația Sportivă Progresul Bucureşti és un club de futbol romanès de la ciutat de Bucarest.

## Història
El club fou fundat el 1944. El 2009 patí greus problemes econòmics que el portaren a les categories inferiors romaneses. Evolució del nom:
- 1944-1948: B.N.R. Bucureşti
- 1948-1949: Banca de Stat Bucureşti
- 1950-1954: Spartac Bucureşti
- 1954-1955: Progresul Finanţe Bănci Bucureşti
- 1955-1977: Progresul Bucureşti
- 1977-1988: Progresul Vulcan Bucureşti
- 1988-1989: Progresul Energia Bucureşti
- 1989-1990: Progresul Şoimii Bucureşti
- 1990-1994: Progresul Bucureşti
- 1994-2007: FC Naţional Bucureşti
- 2007-present: Progresul Bucuresti

El club va guanyar la copa romanesa l'any 1960 i fou finalista els anys 1958, 1997, 2003 i 2006.

## Palmarès
- Copa romanesa de futbol: 
  - 1959-60

- Segona divisió romanesa de futbol: 
  - 1954, 1965-66, 1969-70, 1975-76, 1979-80, 1991-92

- Tercera divisió romanesa de futbol: 
  - 1946-47, 1989-90